# Botz-en-Mauges
Botz-en-Mauges là một xã thuộc tỉnh Maine-et-Loire trong vùng Pays de la Loire tây nước Pháp. Xã này nằm ở khu vực có độ cao trung bình 94 mét trên mực nước biển.
Sông Èvre chảy qua thị trấn.